# Aethalura punctulata
Aethalura punctulata là một loài bướm đêm trong họ Geometridae.

## Hình ảnh

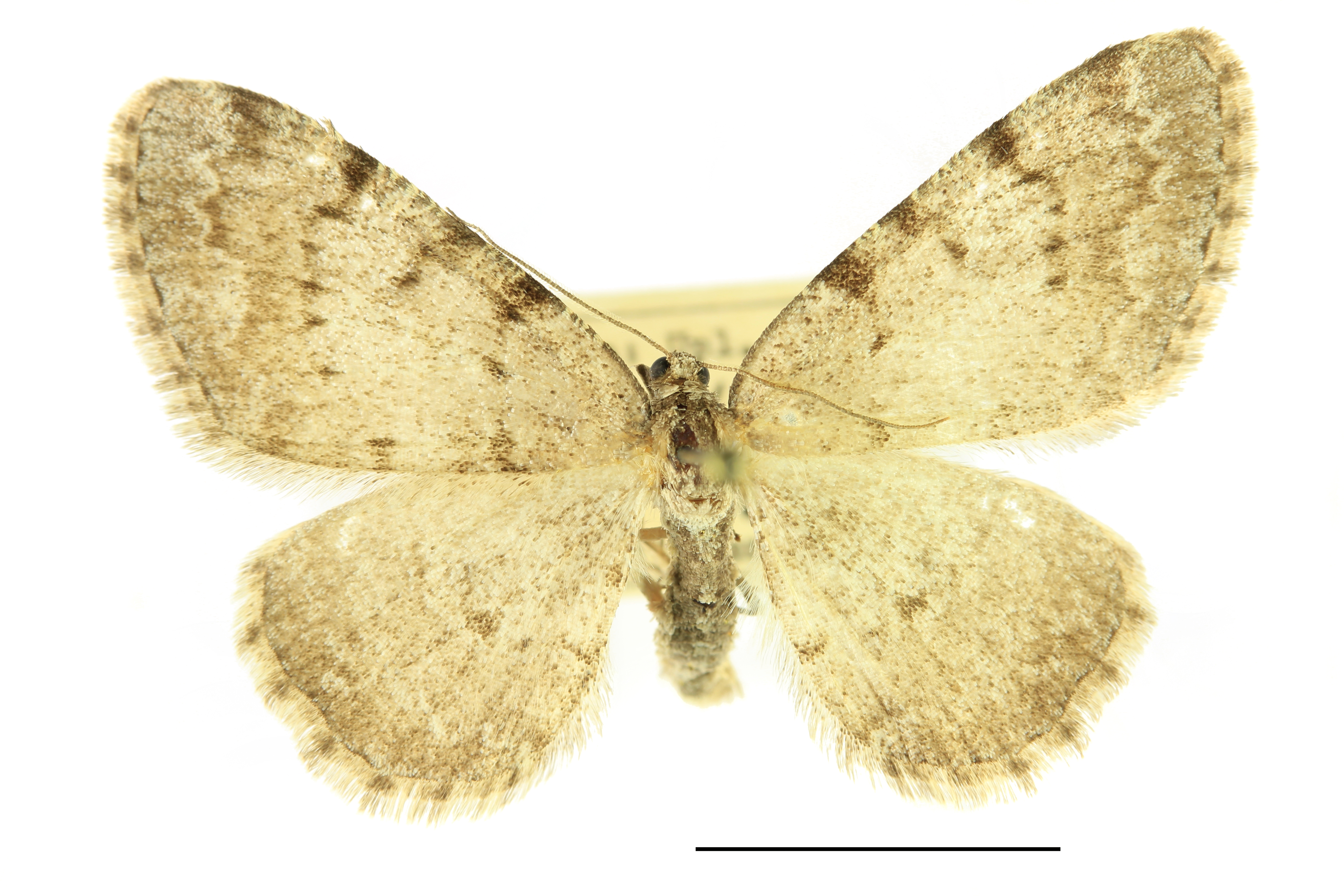
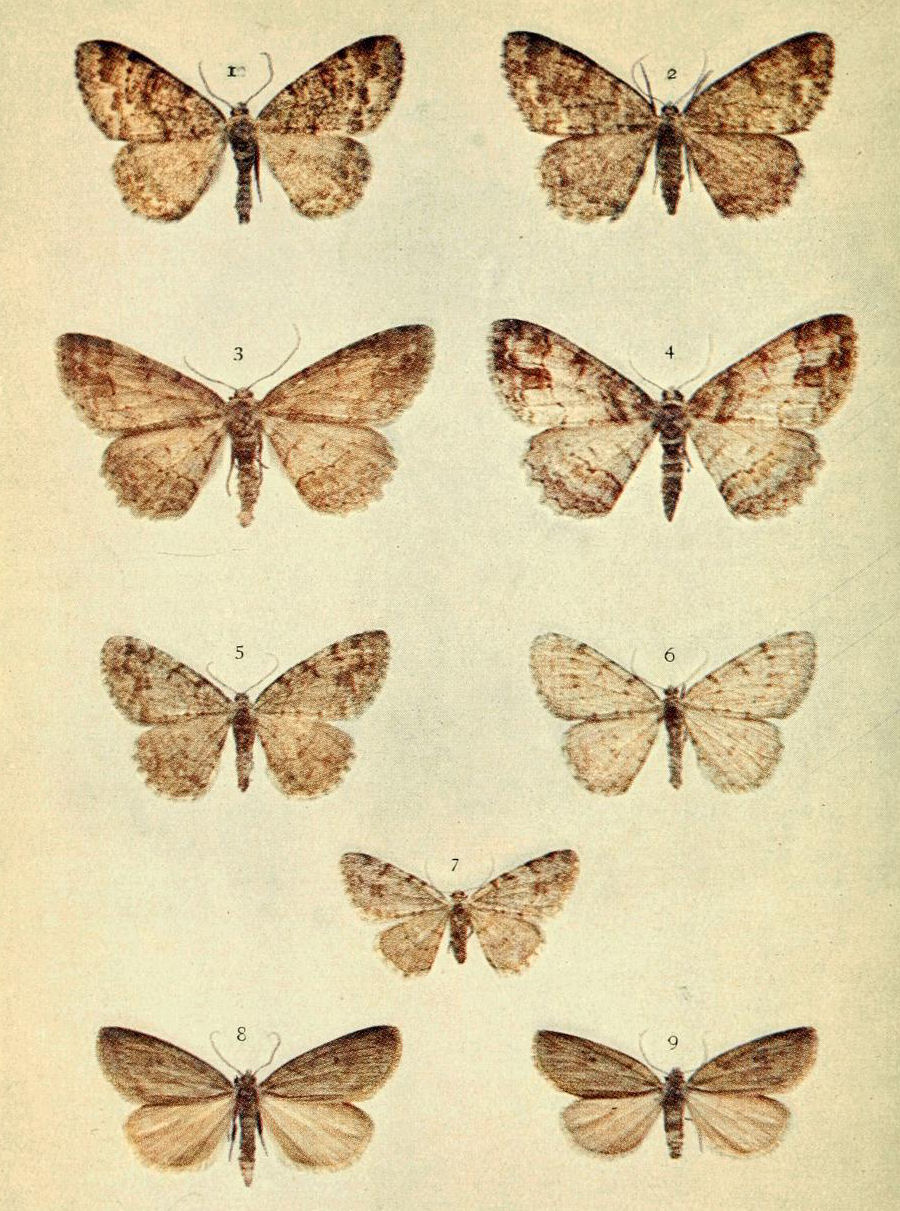